# Betsy Miller
Elizabeth (Betsy) Miller, född 1792, död 1864, var en skotsk handelskapten. Hon var den första kvinnliga sjökaptenen i Storbritannien. 
Hon var från Saltcoats vid Ayrshirekusten vid Firth of Clyde. Hon var dotter till kapten William Miller, en framgångsrik timmerhandlare. Hon arbetade tidigt som sekreterare i familjeföretaget. Hennes bror Hugh avled i en olycka, och då fadern därefter blev sjuk och sängliggande tog hon över skötseln av företaget. Betsy Miller blev den första av sitt kön att få en licens som sjökapten av Board of Trade. Hon seglade mellan Ayrshire och Irland under tre decennier och blev känd som "the Queen of Saltcoats". Hon nämndes också som referensfall i underhuset under en debatt om Merchant Shipping Act 1834. Hon avslutade sin karriär och överlämnade företaget till sin syster Hannah 1862. 